# Damalina
Damalina is een vliegengeslacht uit de familie van de roofvliegen (Asilidae).

## Soorten
- D. bicolora Tomasovic, 2007
- D. hirsuta (Wulp, 1872)
- D. hirtipes Meijere, 1914
- D. laticeps Doleschall, 1858
- D. nitida Hermann, 1914
- D. semperi Osten-Sacken, 1882